# MZ 125 SX/SM
MZ 125 SX und MZ 125 SM sind Modellbezeichnungen für Motorräder, die die Motorrad- und Zweiradwerk GmbH von 2001 bis 2008 bauten. Die beiden von Peter Naumann entworfenen Maschinen basieren technisch auf der Straßenmaschine MZ RT 125, die bereits ein Jahr früher erschien; die SM wurde von der SX abgeleitet.

## Geschichte
Die 125 SX ist eine leichte Enduro, die 125 SM ist eine leichte Supermoto und unterscheidet sich von der SX vor allem durch die 17-Zoll-Räder, eine daran angepasste längere Sekundärübersetzung sowie die um 30 Millimeter geringere Sitzhöhe. Außerdem sind hier die Kunststoffteile nicht durchgefärbt, sondern lackiert.
Ein Jahr nach Produktionsbeginn der Baureihe wurde 2002 werksseitig der MZ Youngster Cup für Jugendliche ab 12 Jahren initiiert und im Rahmen der Internationalen Deutschen Supermoto Meisterschaft ausgetragen. Die vom Werk angebotene Cupversion der 125 SM hatte ein Wilbers-Federbein, härtere Wilbersfedern in der Teleskopgabel und eine Sportauspuffanlage von Sebring. Aus dem MZ Youngster Cup sind namhafte Nachwuchsfahrer hervorgegangen (z. B. Nico Joannidis). 2007 wurde die Serie letztmalig ausgetragen.
In den Jahren 2002 bis 2008 belegte die Modellreihe bei den Neuzulassungen in Deutschland einen Platz unter den zehn beliebtesten Leichtkrafträdern.
|                                                                | Jahr | Jahr | Jahr | Jahr | Jahr | Jahr | Jahr |
| 2002                                                           | 2003 | 2004 | 2005 | 2006 | 2007 | 2008 |      |
| -------------------------------------------------------------- | ---- | ---- | ---- | ---- | ---- | ---- | ---- |
| Stückzahl                                                      | 1362 | 1648 | 1228 | 1155 | 967  | 691  | 434  |
| Platzierung in der Rangliste der beliebtesten Leichtkrafträder | 3    | 2    | 3    | 6    | 6    | 7    | 10   |

## Testberichte
Ein Test der Modellvariante 125 SM durch die Zeitschrift MOTORRAD von 2002 kritisierte u. a.:

„Für 3790 Euro gibt’s eine überraschend vollwertige Ausstattung: eine Auspuffanlage aus Edelstahl, einen verlässlichen Elektrostarter und Stahlflex-Bremsleitungen, die einen exakten Druckpunkt garantieren. Das Cockpit rundet den Eindruck ab […]. Der, so MZ, modernste Viertaktmotor seiner Klasse dreht gleichmäßig und ohne nervende Vibrationen in den Begrenzer. […] Das Getriebe verrichtet, ebenso wie die Kupplung, seine Arbeit präzise und butterweich. Der letzte der sechs Gänge hat eine Art Overdrive-Effekt: Will bei zirka 100 km/h eingelegt werden, um es der Tachonadel bei günstigen Windverhältnissen zu ermöglichen, die 120er-Hürde zu überspringen […]. In ihrer Topspeedregion allerdings neigt die MZ zu zartem Pendeln. Dann macht sich das unterdämpfte und auf Handlichkeit ausgelegte Fahrwerk bemerkbar. Deshalb zurück zur Bestimmung: Eenge Kehren, weite Bögen, Drifts in Vollendung. Letztere sind mangels Motorleistung entweder nur auf extrem rutschigem Untergrund möglich oder durch gezielte Bremsmanöver. […] Während das Fahrwerk im Zweipersonenbetrieb an seine Grenzen gerät, zeigt sich die Bremsanlage über derlei Belastung erhaben, bleibt gut dosierbar und wunderbar wirksam. Der SM ist keine Kehre zu eng, keine Schräglage zu tief. Allerdings ist ihr Fahrverhalten in ganz engen Biegungen ein wenig kippelig. […] Trotz nüchterner, objektiver Testbetrachtung könnte die MZ 125 SM viele Träume erfüllen.“

## Technische Daten
|                      | 125 SX                                                                               | 125 SM                                                                               |       |
| -------------------- | ------------------------------------------------------------------------------------ | ------------------------------------------------------------------------------------ | ----- |
| Bild                 |                                                                                      |                                                                                      |       |
| Baujahre             | 2001–2008                                                                            | 2001–2008                                                                            |       |
| Motor                | wassergekühlter Einzylinder-Viertaktmotor - 10° nach vorn geneigt                    | wassergekühlter Einzylinder-Viertaktmotor - 10° nach vorn geneigt                    |       |
| Ventilsteuerung      | DOHC-Ventilsteuerung, 4 Ventile über Tassenstößel betätigt, Zylinder stehend         | DOHC-Ventilsteuerung, 4 Ventile über Tassenstößel betätigt, Zylinder stehend         |       |
| Bohrung × Hub        | 60 × 44 mm                                                                           | 60 × 44 mm                                                                           |       |
| Hubraum              | 124,4 cm³                                                                            | 124,4 cm³                                                                            |       |
| Verdichtung          | 11,2 : 1                                                                             | 11,2 : 1                                                                             |       |
| Nennleistung         | 15 PS (11 kW) bei 9000/min                                                           | 15 PS (11 kW) bei 9000/min                                                           |       |
| max. Drehmoment      | 11,7 Nm bei 8500/min                                                                 | 11,7 Nm bei 8500/min                                                                 |       |
| Gemischaufbereitung  | Mikuni-Rundschiebervergaser VM 24                                                    | Mikuni-Rundschiebervergaser VM 24                                                    |       |
| Zündung              | kontaktlose Kondersatorzündung                                                       | kontaktlose Kondersatorzündung                                                       |       |
| Abgasreinigung       | U-Kat (ab Bj. 2006)                                                                  | U-Kat (ab Bj. 2006)                                                                  |       |
| Lichtmaschine        | Wechselstrom-Generator 180 W                                                         | Wechselstrom-Generator 180 W                                                         |       |
| Batterie             | 12 V – 9 Ah                                                                          | 12 V – 9 Ah                                                                          |       |
| Kupplung             | mechanisch betätigte Mehrscheiben-Ölbadkupplung                                      | mechanisch betätigte Mehrscheiben-Ölbadkupplung                                      |       |
| Getriebe             | Sechsgang-Stirnrad-Wechselgetriebe, klauengeschaltet                                 | Sechsgang-Stirnrad-Wechselgetriebe, klauengeschaltet                                 |       |
| Sekundärübersetzung  | 16/52                                                                                | 16/49                                                                                |       |
| Endantrieb           | Kette                                                                                | Kette                                                                                | Kette |
| Rahmen               | offener Stahlrohrrahmen                                                              | offener Stahlrohrrahmen                                                              |       |
| Maße (L × B × H)     | 2185 × 770 × 1200 mm                                                                 | 2010 × 770 × 1160 mm                                                                 |       |
| Radstand             | 1440 mm                                                                              | 1440 mm                                                                              |       |
| Sitzhöhe             | 860 mm                                                                               | 830 mm                                                                               |       |
| Radaufhängung vorn   | 41-mm-Teleskopgabel, Federweg 130 mm                                                 | 41-mm-Teleskopgabel, Federweg 130 mm                                                 |       |
| Radaufhängung hinten | Stahl-Zweiarmschwinge mit Zentralfederbein, Federweg 220 mm (Federbasis verstellbar) | Stahl-Zweiarmschwinge mit Zentralfederbein, Federweg 220 mm (Federbasis verstellbar) |       |
| Felgengröße vorn     | Speichenrad, 1,85 × 21″                                                              | Speichenrad, 2,75 × 17″                                                              |       |
| Felgengröße hinten   | Speichenrad, 2,5 × 18″                                                               | Speichenrad, 4,0 × 17″                                                               |       |
| Bereifung vorn       | 90/90-21                                                                             | 110/70-17                                                                            |       |
| Bereifung hinten     | 120/80-18                                                                            | 130/70-17                                                                            |       |
| Bremse vorn          | Einscheibenbremse, Ø 280 mm mit Zweikolben-Schwimmsattel                             | Einscheibenbremse, Ø 280 mm mit Zweikolben-Schwimmsattel                             |       |
| Bremse hinten        | Einscheibenbremse, Ø 220 mm mit Zweikolben-Schwimmsattel                             | Einscheibenbremse, Ø 220 mm mit Zweikolben-Schwimmsattel                             |       |
| Trockengewicht       | 127,5 kg                                                                             | 129,5 kg                                                                             |       |
| zul. Gesamtgewicht   | 320 kg                                                                               | 320 kg                                                                               |       |
| Tankinhalt           | 12,5 l (Reserve: 3,6 l)                                                              | 12,5 l (Reserve: 3,6 l)                                                              |       |

## Sondermodelle
Die 125 SM blieb während ihres Produktionszeitraumes weitgehend unverändert, es gab aber zahlreiche Sondermodelle mit jeweils unterschiedlicher Lackierung oder Folierung. Namentlich die Modelle TWIN COLOUR, GANGSTA, MIG und CUP REPLICA. Letztgenannte entstand in Anlehnung an den MZ Youngster Cup und hatte einen anderen Lenker. Die Modelle MIG und CUP REPLICA hatten gegenüber der Serienversion einen Motorschutz und Handprotektoren.
Darüber hinaus gab es das auf 87 Stück limitierte Sondermodell SIX DAYS `87, mit, in Anlehnung an die Lackierung der MZ-Werksenduros bei der 62. Internationalen Sechstagefahrt 1987, grün lackiertem Rahmen, weißen Kunststoffverleidungsteilen und roter Folierung. Ferner waren sie mit Motorschutz und Handprotektoren ausgerüstet.
Für den US-amerikanischen Markt gab es die limitierte Variante Fun X als Einsitzer, ohne Blinker und Scheinwerfer. Die gebaute Stückzahl wird mit 100 angegeben.
2004 bestellte das Französische Heer 502 Exemplare. Die Maschinen wurden in schwarz ausgeliefert und sind zusätzlich mit Handprotektoren, Topcase, Tankrucksack sowie einem stärkeren Motorschutz ausgestattet.